# Calum Jarvis
Pour les articles homonymes, voir Jarvis.
Calum Jarvis, né le 12 mai 1992 à Ystrad Rhondda, est un nageur britannique (gallois), spécialiste de nage libre et de dos.
Au sein de l'équipe galloise, il remporte la médaille de bronze du 200 m nage libre aux Jeux du Commonwealth à Glasgow. Il remporte le titre de champion du monde du relais 4 × 200 m à Kazan en 2015.
Il est médaillé d'or du 4 x 200 mètres nage libre aux Jeux olympiques d'été de 2020 à Tokyo (il ne participe qu'aux séries).

## Palmarès

### Championnats du monde

#### Grand bassin
- Championnats du monde 2015 à Kazan :
  -  Médaille d'or du relais 4 × 200 m nage libre
- Championnats du monde 2017 à Budapest :
  -  Médaille d'or du relais 4 × 200 m nage libre (participe uniquement aux séries)